# ViVi夏
「ViVi夏」是PASSPO☆的第2張主流（通算第7張）的單曲。於2011年8月24日由環球唱片J發售。

## 發售形式
分初回限定盤A - K的11種通常盤計算12種發售。

## 收錄曲
1. ViVi夏 [4:46]
作詞：大華奈央香、作曲：corin.、編曲:corin.、michitomo
2. じゃあね･･･ [4:08]
作詞：大華奈央香、作曲・編曲：板垣祐介
3. ROCK DA WEEK [3:10]
作詞・作曲：ペンネとアラビアータ、編曲：Adoriano Spinesi
4. ViVi夏（Off Vocal ver.）

## 外部連結
- ぱすぽ☆　ディスコグラフィ